# Chiara Mingarelli
Chiara Mingarelli es una astrofísica canadiense de origen italiano que investiga las ondas gravitacionales en el Centro del Instituto de Astrofísica Computacional Flatiron. Es escritora y comunicadora de ciencias.

## Educación
Mingarelli creció en Ottawa, Canadá. Completó una licenciatura de matemáticas y física en la Universidad de Carleton, en 2006. Se mudó a la Universidad de Bolonia para estudiar una maestría en astrofísica y cosmología, que logró en 2009. La tesis doctoral de Mingarelli "Astrofísica de la onda gravitacional con matrices de temporización Pulsar", fue seleccionada por Springer Nature como una tesis doctoral sobresaliente en 2016. Obtuvo su doctorado en la Universidad de Birmingham con Alberto Vecchio en 2014.

## Investigación
Mingarelli es una astrofísica de ondas gravitacionales que intenta comprender la fusión de los agujeros negros supermasivos. Mingarelli predice las firmas de ondas gravitacionales nanohertz de tales fusiones. Los medirá utilizando una matriz de temporización de púlsar, que puede caracterizar la historia de la fusión cósmica de los sistemas binarios de agujeros negros. Los sistemas emiten nanohertz ondas gravitacionales. Después de completar su doctorado, Mingarelli recibió una beca internacional Marie Curie de la Unión Europea, que la llevó al Instituto de Tecnología de California. Allí continuó trabajando en ondas gravitacionales. En Caltech enseñó a los alumnos de la escuela de astrofísica de ondas gravitacionales sobre Pulsar Timing Array. Mingarelli pasó la fase de retorno de la beca Marie Curie en el Instituto Max Planck de Radioastronomía. Ella es regularmente una oradora invitada en conferencias científicas.

## Compromiso público
Mingarelli apareció en Stargazing Live en 2012. Ella apareció en el programa de la BBC Radio Cambridgeshire, The Naked Scientists. En 2013, la Royal Astronomical Society seleccionó a Mingarelli como una Voz del futuro y ella asistió a una sesión de entrevistas en la Cámara de los Comunes. Ella aparece regularmente en podcasts temáticos de ciencia y series de videos. Ella ha estado involucrada con las Chicas Inteligentes de Amy Poehler, como bloguera y entrevistada. Después de la primera detección de ondas gravitacionales, Mingarelli apareció en The New York Times. Ha contribuido a revistas científicas populares, como Scientific American, Nautilus, The Wall Street Journal, Gizmodo, Wired y New Scientist. Mingarelli mantiene una presencia en las redes sociales en sitios como Twitter, donde es una defensora de "la ciencia, el café y el poder femenino".